# Portugalia na Letnich Igrzyskach Olimpijskich 2004
Portugalię na XXVIII Letnich Igrzyskach Olimpijskich w Atenach reprezentowało 61 sportowców w 11 dyscyplinach. Był to 21 start Portugalczyków na letnich igrzyskach olimpijskich.

## Zdobyte medale
| Medal  | Zawodnik         | Dyscyplina sportowa | Konkurencja                                           |
| ------ | ---------------- | ------------------- | ----------------------------------------------------- |
| Srebro | Francis Obikwelu | Lekkoatletyka       | bieg na 100 m mężczyzn                                |
| Srebro | Sérgio Paulinho  | Kolarstwo           | kolarstwo szosowe wyścig ze startu wspólnego mężczyzn |
| Brąz   | Rui Silva        | Lekkoatletyka       | bieg na 1500 m mężczyzn                               |